# Liste der Kulturdenkmäler in Loshausen
Die folgende Liste enthält die in der Denkmaltopographie ausgewiesenen Kulturdenkmäler auf dem Gebiet des Ortsteils Loshausen der  Stadt Willingshausen, Schwalm-Eder-Kreis, Hessen.
Hinweis: Die Reihenfolge der Denkmäler in dieser Liste orientiert sich an der Anschrift, alternativ ist sie auch nach der Bezeichnung oder der Bauzeit sortierbar.
Kulturdenkmäler werden fortlaufend im Denkmalverzeichnis des Landes Hessen durch das Landesamt für Denkmalpflege Hessen auf Basis des Hessischen Denkmalschutzgesetzes (HDSchG) geführt. Die Schutzwürdigkeit eines Kulturdenkmals hängt nicht von der Eintragung in das Denkmalverzeichnis des Landes Hessen oder der Veröffentlichung in der Denkmaltopographie ab.

Das Vorhandensein oder Fehlen eines Objekts in dieser Liste ist keine rechtsverbindliche Auskunft darüber, ob es Kulturdenkmal ist oder nicht: Diese Liste entspricht möglicherweise nicht dem aktuellen Stand der offiziellen Denkmaltopographie. Diese ist für Hessen in den entsprechenden Bänden der Denkmaltopographie Bundesrepublik Deutschland und im Internet unter DenkXweb – Kulturdenkmäler in Hessen einsehbar. Auch diese Quellen sind, obwohl sie durch das Landesamt für Denkmalpflege Hessen aktualisiert werden, nicht immer aktuell, da es im Denkmalbestand immer wieder Änderungen gibt.
Eine verbindliche Auskunft erteilt allein das Landesamt für Denkmalpflege Hessen.
Nutze diese Kartenansicht, um Koordinaten in der Liste zu setzen. In dieser Kartenansicht sind Kulturdenkmale ohne Koordinaten mit einem roten bzw. orangen Marker dargestellt und können in der Karte gesetzt werden. Kulturdenkmale ohne Bild sind mit einem blauen bzw. roten Marker gekennzeichnet, Kulturdenkmale mit Bild mit einem grünen bzw. orangen Marker.
| Bild                                      | Bezeichnung                               | Lage                       | Beschreibung                                     | Bauzeit         | Daten |
| ----------------------------------------- | ----------------------------------------- | -------------------------- | ------------------------------------------------ | --------------- | ----- |
| Bild gesucht BW                           | Gesamtanlage Loshausen                    | Lage                       |                                                  |                 |       |
| Bild gesucht BW                           | Ernhaus Am Backhaus 4                     | Am Backhaus 4 Lage         |                                                  | 1756            |       |
| Bild gesucht BW                           | Backhaus                                  | Am Backhaus 5 Lage         | Traufständiges Backhaus mit seitlichem Speicher. | 18. Jahrhundert |       |
| Bild gesucht BW                           | Erntennenhaus Am Backhaus 6               | Am Backhaus 6 Lage         |                                                  |                 |       |
| Bild gesucht BW                           | Ehemalige Molkerei                        | Am Storchennest 1 Lage     |                                                  |                 |       |
| Bild gesucht BW                           | Ernhaus Am Storchennest 2                 | Am Storchennest 2 Lage     |                                                  |                 |       |
| Bild gesucht BW                           | Gebäudegruppe Am Storchennest 4           | Am Storchennest 4 Lage     |                                                  |                 |       |
| Bild gesucht BW                           | Ernhaus Am Storchennest 6                 | Am Storchennest 6 Lage     |                                                  |                 |       |
| Bild gesucht BW                           | Ernhaus Am Storchennest 7                 | Am Storchennest 7 Lage     |                                                  |                 |       |
| Bild gesucht BW                           | Fachwerkhaus Am Storchennest 9            | Am Storchennest 9 Lage     |                                                  |                 |       |
| Bild gesucht BW                           | Ernhaus Am Storchennest 13                | Am Storchennest 13 Lage    |                                                  |                 |       |
| Bild gesucht BW                           | Hofanlage Am Storchennest 15              | Am Storchennest 15 Lage    |                                                  |                 |       |
| Bild gesucht BW                           | Wohnhaus Bahnhofstraße 4                  | Bahnhofstraße 4 Lage       |                                                  |                 |       |
| Bild gesucht BW                           | Doppelwohnhaus Bahnhofstraße 6/8          | Bahnhofstraße 6/8 Lage     |                                                  |                 |       |
| Bild gesucht BW                           | Ehemaliger Bahnhof                        | Bahnhofstraße 10 Lage      |                                                  |                 |       |
| Bild gesucht BW                           | Wohnhaus Fettecke 4                       | Fettecke 4 Lage            |                                                  |                 |       |
| Bild gesucht BW                           | Ernhaus Fettecke 5                        | Fettecke 5 Lage            |                                                  |                 |       |
| Bild gesucht BW                           | Ernhaus Fettecke 6                        | Fettecke 6 Lage            |                                                  |                 |       |
| Bild gesucht BW                           | Ernhaus Hintergasse 1                     | Hintergasse 1 Lage         |                                                  |                 |       |
| Bild gesucht BW                           | Wohnhaus Hintergasse 3                    | Hintergasse 3 Lage         |                                                  |                 |       |
| Bild gesucht BW                           | Fachwerkhaus Hintergasse 4                | Hintergasse 4 Lage         |                                                  |                 |       |
| Bild gesucht BW                           | Wohnhaus Hintergasse 7                    | Hintergasse 7 Lage         |                                                  |                 |       |
| Bild gesucht BW                           | Ernhaus Hintergasse 14                    | Hintergasse 14 Lage        |                                                  |                 |       |
| Bild gesucht BW                           | Ernhaus Im Oberdorf 3                     | Im Oberdorf 3 Lage         |                                                  |                 |       |
| Bild gesucht BW                           | Erntennenhaus Im Oberdorf 7               | Im Oberdorf 7 Lage         |                                                  |                 |       |
| Bild gesucht BW                           | Wohnhaus Kasseler Straße 13               | Kasseler Straße 13 Lage    |                                                  |                 |       |
| Bild gesucht BW                           | Wohnhaus Kasseler Straße 14               | Kasseler Straße 14 Lage    |                                                  |                 |       |
| Bild gesucht BW                           | Doppelwohnhaus Kasseler Straße 16/18      | Kasseler Straße 16/18 Lage |                                                  |                 |       |
| Bild gesucht BW                           | Doppelwohnhaus Kasseler Straße 20/22      | Kasseler Straße 20/22 Lage |                                                  |                 |       |
| Bild gesucht BW                           | Wohnhaus Kasseler Straße 26               | Kasseler Straße 26 Lage    |                                                  |                 |       |
| Bild gesucht BW                           | Alte Dorfschule                           | Kasseler Straße 29 Lage    |                                                  |                 |       |
| Bild gesucht BW                           | Hofanlage Kasseler Straße 31              | Kasseler Straße 31 Lage    |                                                  |                 |       |
| Bild gesucht BW                           | Hofanlage Kasseler Straße 32              | Kasseler Straße 32 Lage    |                                                  |                 |       |
| Bild gesucht BW                           | Fachwerkhaus Kasseler Straße 33           | Kasseler Straße 33 Lage    |                                                  |                 |       |
| Bild gesucht BW                           | Altenteiler Kasseler Straße 35            | Kasseler Straße 35 Lage    |                                                  |                 |       |
| Kasseler Straße 37                        | Wohnwirtschaftsgebäude Kasseler Straße 37 | Kasseler Straße 37 Lage    |                                                  |                 |       |
| weitere Bilder                            | Schloss Loshausen                         | Kasseler Straße 39 Lage    |                                                  |                 |       |
| ehemaliges Pächterhaus Kasseler Straße 41 | ehemaliges Pächterhaus Kasseler Straße 41 | Kasseler Straße 41 Lage    |                                                  |                 |       |
| Bild gesucht BW                           | Schwalmbrücke                             | Kasseler Straße Lage       |                                                  |                 |       |
| Evangelische Pfarrkirche                  | Evangelische Pfarrkirche                  | Kirchweg 5 Lage            |                                                  |                 |       |
| Bild gesucht BW                           | Hofanlage Kirchweg 9                      | Kirchweg 9 Lage            |                                                  |                 |       |
| Bild gesucht BW                           | Wohnhaus Ransbacher Straße 5              | Ransbacher Straße 5 Lage   |                                                  |                 |       |
| Bild gesucht BW                           | Ernhaus Schuhmacherstraße 4               | Schuhmacherstraße 4 Lage   |                                                  |                 |       |
| Bild gesucht BW                           | Ernhaus Schuhmacherstraße 5               | Schuhmacherstraße 5 Lage   |                                                  |                 |       |